# Phaeosphaeria annulata
Phaeosphaeria annulata är en svampart som tillhör divisionen sporsäcksvampar, och som beskrevs av Robert Alan Shoemaker och C.E. Babcock. Phaeosphaeria annulata ingår i släktet Phaeosphaeria, och familjen Phaeosphaeriaceae. Arten är reproducerande i Sverige.